# New Orleans Saints
New Orleans Saints je profesionální klub amerického fotbalu, který sídlí New Orleans ve státě Louisiana. V současné době je členem South Division (Jižní divize) National Football Conference (NFC, Národní fotbalové konference) National Football League (NFL, Národní fotbalové ligy). Klub založili John W. Mecom junior, David Dixon a město New Orleans v roce 1967.
Název „Saints“ (Svatí) odkazuje na svátek Všech svatých 1. listopadu, protože se v New Orleans nachází velká křesťanská populace. Ze stejného důvodu je také klubovou hymnou skladba „When the Saints Go Marching In“. Klubovými barvami jsou zlatá a černá, logem heraldická lilie. Od založení až do sezóny 1974 hráli Saints na Tulane Stadium, poté se přestěhovali do Louisiana Superdome, který se dnes jmenuje Mercedes-Benz Superdome, jelikož automobilka Mercedes-Benz zakoupila práva na pojmenování stadionu až do roku 2021.
V roce 2005 zdevastoval New Orleans a celý Mexický záliv hurikán Katrina. Superdome byl použit jako dočasný nouzový úkryt pro lidi bez přístřeší. Při tom byl poničen řáděním hurikánu, následnými záplavami a nesprávným používáním vnitřního vybavení. Saints tak byli donuceni odehrát první domácí utkání proti New York Giants na stadionu Giants Stadium v East Rutherfordu (domácím stadionu Giants); další domácí zápasy byly přeloženy do Alamodome v San Antoniu a Tiger Stadium v Baton Rouge. Během sezóny se pak objevily zvěsti, že majitel Saints Tom Benson bude chtít využít špatného stavu Superdome jako důvod k přestěhování do San Antonia, což by vyhovovalo jeho obchodním zájmům. Nicméně do začátku sezóny 2006 byl stadion celkovými náklady 185 milionů dolarů opraven. V prvním, velmi emotivním utkání sezóny pod vedením nového trenéra Seana Payton a nového quarterbacka Drewa Breese porazili Saints divizního rivala Atlantu Falcons 23:3, aby se následně dostali až do vyřazovací části, ve které si připsali teprve druhý vítězný zápas v play-off v historii.
Sezóna 2009 byla historická, protože se Saints podařilo v základní části zvítězit ve třinácti zápasech (rekord klubu), dostat se až do Super Bowlu a v něm porazit Indianapolis Colts 31:17. Je to jediný úspěch v historii klubu, který byl dlouho považován za nejhorší v celé NFL.

## Hráči

### Členové Síně slávy profesionálního fotbalu

#### Hráči
- 1976 - Jim Taylor
- 1982 - Doug Atkins
- 1991 - Earl Campbell
- 2010 - Rickey Jackson
- 2012 - Willie Roaf
- 2016 - Ken Stabler
- 2017 - Morten Andersen

#### Funkcionáři
- Hank Stram - trenér
- Mike Ditka - trenér
- Tom Fears - trenér
- Jim Finks - generální manažer
- Dick Stanfel - trenér

### Vyřazená čísla
- 31: Jim Taylor
- 81: Doug Atkins

## Draft
Hráči draftovaní v prvním kole za posledních deset sezón:
| Rok  | Pořadí | Jméno hráče                    | Pozice                      | Univerzita                                               |
| 2010 | 32     | Patrick Robinson               | Cornerback                  | Florida State University                                 |
| 2011 | 24 28  | Cameron Jordan Mark Ingram Jr. | Defensive end Running back  | University of California, Berkeley University of Alabama |
| 2012 |        | nikdo                          |                             |                                                          |
| 2013 | 15     | Kenny Vaccaro                  | Strong safety               | University of Texas at Austin                            |
| 2014 | 20     | Brandin Cooks                  | Wide receiver               | Oregon State University                                  |
| 2015 | 13 31  | Andrus Peat Stephone Anthony   | Offensive tackle Linebacker | Stanford University Clemson University                   |
| 2016 | 12     | Sheldon Rankins                | Defensive tackle            | University of Louisville                                 |
| 2017 | 11 32  | Marshon Lattimore Ryan Ramczyk | Cornerback Offensvie tackle | Ohio State University University of Wisconsin–Madison    |
| 2018 | 14     | Marcus Davenport               | Defensive end               | University of Texas at San Antonio                       |
| 2019 |        | nikdo                          |                             |                                                          |